# Die Forschungsreise des Afrikaners Lukanga Mukara ins innerste Deutschland

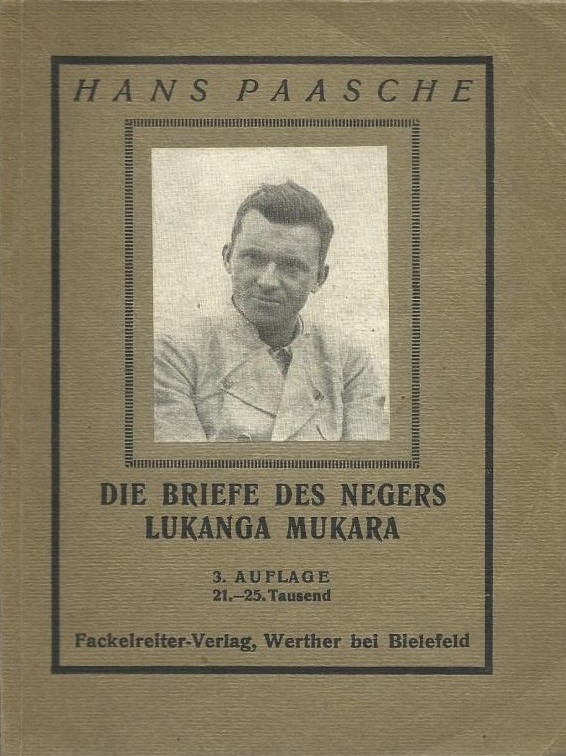
Die Forschungsreise des Afrikaners Lukanga Mukara, 1923

Die Forschungsreise des Afrikaners Lukanga Mukara ins innerste Deutschland ist eine zivilisationskritische Satire von Hans Paasche. Sie erschien erstmals 1912 und erhielt mehrere Neuauflagen.

## Inhalt
Der Afrikaner Lukanga Mukara wird von seinem König nach Deutschland geschickt, um über seine Erfahrungen dort zu berichten. Er beschreibt erstaunliche und ihm skurril erscheinende Gewohnheiten und Bräuche, wie runde Metallstücke, seltsame Kleidung, viel unnütze Bewegung und das Verbrennen von Rauch zum Einatmen.
Ein Neger, den ich am Hofe des Königs Ruoma traf, ist meiner Anregung gefolgt und hat sich von dem Herrscher des Landes Kitara den Auftrag geben lassen, Deutschland zu bereisen. Lukanga Mukara ist, wie sein Name sagt, ein Mann, der von der Insel Ukara im Viktoriasee stammt. Er ist frühzeitig von der übervölkerten Insel nach der Nachbarinsel Ukerewe ausgewandert und hat dort bei den »weißen Vätern« lesen und schreiben gelernt. Dann ist er auf einer Reise dem Pater, den er begleitete, entlaufen und bei Ruoma, dem König von Kitara, geblieben, wo er als Dolmetscher, Erzähler und Gerichtsberater seine reichen Kenntnisse verwertete. Dort lernte ich ihn kennen. ––Die Briefe des Lukanga haben einen besonderen Wert. Der fremde Mann legt an die Zustände in Deutschland seinen Maßstab. Was uns gewohnt erscheint, fällt ihm auf. Seine Beobachtungsgabe und die Nacktheit seines Urteils bringen es mit sich, daß er bedeutend über Dinge sprechen kann, denen wir selbst gar nicht einmal unbefangen gegenüberstehen können. – Hans Paasche, aus der Einleitung

## Form
Der Autor Hans Paasche verkehrt die Blickperspektiven: Während bisher die Europäer verwundert auf seltsame afrikanische Sitten und Bräuche geschaut hatten, so betrachtet nun ein fiktiver afrikanischer Besucher diese in Deutschland. Durch diesen Abstand macht er Gewohnheiten sichtbar, die für die Zeitgenossen selbstverständliche Gewohnheit waren und als normal angesehen wurden.
Diese Form hatte bereits Montesquieu mit seinen Persischen Briefen gewählt, wobei fraglich ist, ob Hans Paasche diese kannte.

## Geschichte
Hans Paasche hatte als Kolonialoffizier 1904/05 in Deutsch-Ostafrika (heute Tansania) gelebt. Er bemühte sich, die Sprache und Kultur der Einheimischen kennenzulernen. Dabei sah er sie als gleichwertige Menschen, im Gegensatz zu den meisten anderen Kolonialbeamten und -reisenden dieser Zeit. In den folgenden Jahren engagierte er sich in der Lebensreformbewegung, die neue Formen eines einfacheren und natürlicheren Lebens zu entwickeln suchte. 1909/10 reiste er erneut nach Ostafrika, diesmal als Privatreisender.
Danach veröffentlichte er einzelne fiktive Briefe des Afrikaners Lukanga Mukara in seiner Zeitschrift Der Vortrupp. 1921 erschienen sie erstmals in Buchform, kurz nach seiner Ermordung. Danach gab es mehrere Neuauflagen bis 1929 mit etwa 60.000 Exemplaren. Über die zeitgenössische Rezeption ist wenig bekannt.
1984 und 1988 erschienen Neuausgaben. Danach kam es zu einer gerichtlichen Auseinandersetzung, da in diesen behauptet worden war, dass das ähnlich strukturierte Buch Der Papalagi von Erich Scheurmann von 1914 ein Plagiat sei. Dieses wies das Gericht in dieser pauschalen Formulierung zurück.

## Ausgaben
- Briefe des Afrikaners Lukanga Mukara, in Der Vortrupp. Halbmonatsschrift für das Deutschtum unserer Zeit, 1912, 1913, mehrere Fortsetzungen.
- Die Forschungsreise des Afrikaners Lukanga Mukara ins innerste Deutschland. Hamburg 1921 Digitalisat, ergänzt um drei spätere Briefe; weitere Neuauflagen 1923 Digitalisat und öfter.